# فرار از معبد ۲
فرار از معبد ۲ (به انگلیسی: Temple Run2) یک بازی پرشی سکوبازی و سرعتی است. این بازی موبایل ساخته و توسعه یافته شرکت ایمانجی استودیو است. فرار از معبد ۲ یک بازی تک نفره می باشد.

## محیط بازی
در این بازی شما در یک جنگل قرار دارید و قصد دارید از یک معبد بازدید کنید، اما ناگهان به شخصیتی دیو مانند برخورد کرده و باید از دست آن فرار کنید.
در طول بازی امتیازات و رکوردها که شامل خوردن طلا و الماس است محاسبه می‌شود.

یک شخصیت بازی فرار از معبد ۲ سوار بر ماشین حمل معدن.

## شخصیت‌ها
در اول دسامبر سال ۲۰۱۳ شخصیت‌های بازی فرار از معبد ۲ به ده تن رسید:
- پسر خطرناک (شخصیت تخیلی)
- اسکارلت فاکس (شخصیت تخیلی)
- بری بونز (شخصیت تخیلی)
- کارما لی (شخصیت تخیلی)
- فرانسیسکو مونتویا (شخصیت تخیلی)
- زک واندر (فوتبالیست آمریکایی)
- مونتانا اسمیت (شخصیت تخیلی)
- اوسین بولت (سریع‌ترین انسان جهان)
- سانتا کلاوس (شخصیت تخیلی)